# Attrezzi e utensili da officina
Gli attrezzi e utensili da officina sono degli strumenti meccanici utilizzati in una officina meccanica; ognuna di esse ne ha ampia dotazione tuttavia i più specializzati sono presenti solo nei laboratori dedicati a specifiche lavorazioni.
I più usati, come la morsa, sono replicati su ogni banco e organizzati per tipologia d'impiego nei cassetti o sul piano di lavoro del banco, oppure conservati nei carrelli portautensili. I meno usati e i più ingombranti sono conservati nel magazzino in armadi e cassettiere, oppure appesi alle pareti su apposite rastrelliere porta utensili.
Nelle officine più grandi si usa depositare un gettone o firmare un modulo quando si preleva un utensile, per conoscere la dislocazione istantanea del materiale e il titolare del prestito. Viceversa nelle piccole officine e nei laboratori hobbystici sono conservati nei cassetti del banco o appesi alla rastrelliera posta sulla parete sopra il banco stesso. Nelle officine per automobili sono molto usati i carrelli portautensili.

## Alesatori
Gli alesatori servono a correggere di un poco il diametro o l'assialità di fori già eseguiti in sgrossatura, per portarli a disegno nella finitura.

## Bulini
I Bulini sono sottili scalpelli con punta in acciaio utilizzati per particolari incisioni o coniature (nel qual caso sono attrezzi generalmente con dimensione funzionale più grande. L'utensile corrispondente si chiama conio).

## Cacciavite
Il cacciavite serve ad avvitare e svitare viti con testa a taglio o a croce. Si usano anche, impropriamente, come leva per scostare pezzi ravvicinati. Immancabili, in varie misure, fanno parte della dotazione di base di qualsiasi officina.

## Carta abrasiva
La carta abrasiva serve per lisciare il ferro da scarti di ferro.

## Chiavi
Di numerosi tipi e misure, le chiavi si usano per il serraggio e il deserraggio di dadi e bulloni. Per comodità vengono spesso appese alle pareti su rastrelliere in ordine di dimensioni oppure collocate nei cassetti dei carrelli da lavoro. 

## Estrattori
Estraggono parti mobili, tipicamente cuscinetti e ingranaggi dall'albero su cui sono calettati oppure bussole montate per interferenza meccanica. Usano due o più bracci orientabili in grado di esercitare forze uguali e parallele all'asse della vite di manovra, evitano impuntamenti. La vite si manovra con una chiave e poggia contro il centro del corpo dal quale si vuole estrarre il pezzo.

## Filiere
Filettano aste cilindriche e creano barre filettate, viti, bulloni. Generano filetti maschi esterni. Per intagliare un filetto nuovo si usano con il girafiliere oppure a macchina, per ravvivare un filetto già esistente si possono usare a mano.

## Forbici e cesoie
Tagliano un po' di tutto, comprese sottili lamine metalliche o plastiche. Nelle officine elettromeccaniche sono utili le forbici da elettricista che agevolano la spelatura delle guaine dei conduttori.

## Incudini
Usato per lavorare il metallo con il martello, a freddo durante la forgiatura oppure a caldo durante la fucinatura. Spesso è anche utilizzato come supporto per battere.

## Lime
Utilizzate per levigare e smussare oggetti in legno o in metallo.

## Martelli
Si usano per battere o per liberare parti bloccate, grazie alle vibrazioni provocate da un colpo deciso. A seconda del materiale da battere e dello scopo si usano martelli in ferro, in gomma, in legno, in rame. È considerato lo strumento principe dell'officina per la sua grande varietà d'impiego.

## Maschi
Intagliano filetti femmina all'interno di fori, creando così le madreviti e i dadi. Si usano a mano con il giramaschi oppure a macchina. Immancabili in ogni officina. Il maschio è costituito da una barra cilindrica in acciaio su cui è ricavato un filetto tagliente ad elica in grado d'incidere il metallo della superficie del foro e creare così la madrevite. Il truciolo prodotto dal taglio viene via via scaricato grazie alle scanalature longitudinali che interrompono l'elica, di solito in numero di tre o di quattro. La parte terminale, detta imbocco, è rastremata per agevolare l'ingresso e l'impanatura dei taglienti nel materiale da filettare.

## Morse da banco
Serrano il pezzo e lo mantengono bloccato durante la lavorazione, di solito per lavori di aggiustaggio oppure per filettature oppure per il montaggio di altri elementi. La forza di serraggio è ottenuta con una vite ruotabile a mano grazie all'impugnatura scorrevole detta manubrio. Talvolta si usa coprire le ganasce con lamine di metallo dolce chiamate mordacchie, per esempio di alluminio o di piombo, al fine di non rovinare il pezzo serrato. La loro varietà d'impiego è amplissima e sono indispensabili in ogni officina.

## Morsetti
Mantengono in posizione oggetti serrati tra i loro becchi, di solito per agevolarne il montaggio o l'incollatura, oppure per facilitare la foratura multipla di pezzi sovrapposti.

## Pinze
Si usano per trattenere piccoli oggetti durante la lavorazione oppure, impropriamente, per manovrare viti e dadi in assenza di utensili più adatti.
Le pinze regolabili si differenzia dalla pinza, per la possibilità di potersi regolare e poter far presa su oggetti di diametri molto diversi e poter imprimere una forza maggiore rispetto alla corrispettiva pinza.Comunemente è chiamata anche pinza GRIP-

## Punte da trapano
Servono per forare metallo, legno, cemento, plastica, ma anche per la centratura di precisione. Si usano con il trapano a mano oppure elettrico. Esistono in numerose misure e varietà a seconda del materiale da forare e dello scopo.

## Punzoni
Incidono un leggero segno di riferimento sul materiale. Si usano soprattutto per agevolare la centratura e la foratura, oppure per tracciare linee di riferimento (marcatori).

## Rivettatrici
Utensile utile per applicare i rivetti. Può avere vari inserti per i vari diametri dei rivetti.

## Seghetti
Atti a tagliare legno, metallo o altri materiali, al fine di dividere un pezzo in parti più piccole secondo le misure desiderate. Consistono in una lama dentata fissata su di un supporto per permetterne l'uso manuale.

## Squadrette
Sono squadre metalliche a base pesante e allargata, si usano per facilitare l'allineamento dei pezzi in sede di montaggio o di lavorazione.

## Trapano a mano
In questa guida spieghiamo come scegliere un trapano a mano. Se sei un appassionato del bricolage, sicuramente ti sarà già capitato di usare un trapano a mano, se invece ti sei accostato adesso a questa attività fai da te, di fatto non potrai fare a meno di acquistarne uno. Se ti stai chiedendo il perché, ci pensiamo noi a darti una semplicissima risposta, il trapano a mano è affidabile tanto quanto un trapano elettrico solo che, a differenza di questo, costa molto meno e non consuma energia elettrica. Saranno infatti le tue braccia a imprimere la forza necessaria per effettuare il foro, utilizzando l’apposita manovella dello strumento.

## Tronchesino
Si usa per tagliare fili e troncare minuteria metallica.